# Rowtor Target Railway
| Rowtor Target Railway                            | Rowtor Target Railway |
| ------------------------------------------------ | --------------------- |
| Weiche und Lokschuppen der Rowtor Target Railway |                       |
| Streckenverlauf                                  |                       |
| Streckenlänge:                                   | 0,450 km              |
| Spurweite:                                       | vermutlich 610 mm     |
|                                                  |                       |

Die Rowtor Target Railway war eine militärische Schmalspur-Zielscheibenbahn südlich von Okehampton in Dartmoor, England mit einer Spurweite von vermutlich 610 mm (2 Fuß).

## Geschichte
Die Rowtor Target Railway liegt in der Okehampton Range, einem von drei zusammenhängenden Truppenübungsplätzen im Dartmoore-Nationalpark. Sie wurde 1959 anstelle einer älteren derartigen Einrichtung als militärische Zielscheibenbahn erbaut. Die etwa 450 m langen Gleise bestehen aus einem langen geraden Stück mit einer Kurve und mit jeweils einer Wendeschleife an beiden Enden sowie einer Abzweigung zu einem zweigleisigen Lokschuppen, in dem heute noch eine Draisine der Type Wickham Trolley stehen soll. Es gibt vier Weichen, die noch alle funktionieren. Die Bahnstrecke und das Schienenfahrzeug werden von Eisenbahnfreunden instand gehalten.

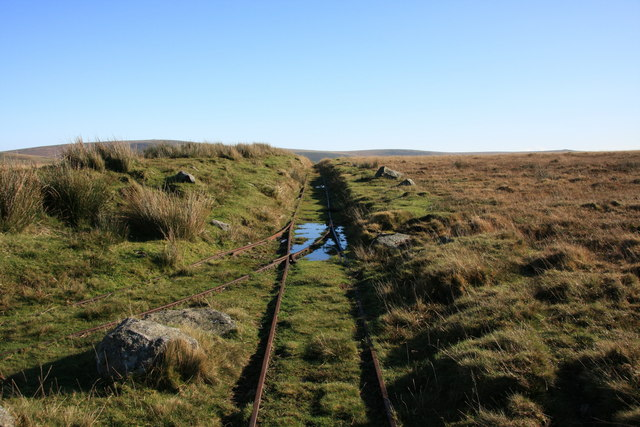
Die Draisine der Military Target Railway wurde durch den Erdwall (links) vor Beschuss weitgehend geschützt

 Durch die Wendeschleifen konnten unbemannte Draisinen kontinuierlich auf der entlang einem Erdwall verlegten Strecke hin- und herfahren. Auf der Draisine war eine hölzerne Schießscheibe in Form eines Panzers installiert. Die Draisine war durch den Erdwall weitgehend vom Beschuss geschützt.